# Adopción militar
Se llama adopción militar a la confraternidad o empeño que se contraía entre dos guerreros. Generalmente, se verificaba entre un antiguo soldado y un joven recluta y entre dos caballeros esforzados y de nombradía, cuando en ambos concurría un valor conocido, la ciencia de los combates y una opinión y costumbres sin tacha. 
A esto último se conocía como Adopción de honor y a los dos contrayentes hermanos de armas. Las ceremonias y fórmulas de juramento consistían en trueques de armas, blasones, etc. Pero las más usuales consistían en sacarse mutuamente una porción de sangre por medio de incisiones en los brazos (a imitación de los antiguos escandinavos que llamaban adopción de sangre a esta costumbre y de los cuales tomó origen), señalar con ella sus armas y broqueles e incluso mezclarla con sus bebidas el día en que se verificaba la adopción, poner un poco de tierra sacada de un mismo sitio, en señal de que juraban morir juntos y tener un mismo sepulcro, etc. Finalmente, consistía en hacer cada uno de los dos un juramento solemne de combatir contra todos los enemigos de sus hermanos de armas y de vengar su muerte y aun de matarse si aquel moría naturalmente para juntarse con él en la otra vida. Pero si sus respectivos príncipes se declaraban la guerra o si uno de los dos se empeñaba en el servicio de un monarca enemigo del otro hermano, quedaba nula la adopción de honor. Fuera de estos dos casos era indisoluble hasta para el servicio que todo caballero debía a los demás. 
Los dos hermanos de armas, queriendo participar del peligro así como de la gloria, se armaban del mismo modo y con los mismos colores y blasones a fin de pasar el uno por el otro en las peleas y acudir en los casos de honor por aquel que se hallaba ausente. La adopción militar y adopción de honor estuvo muy en uso entre los escitas, griegos, romanos, francos, godos, suevos, lombardos, etc. y aun entre los antiguos españoles si bien éstos nunca usaron las ceremonias de los gentiles y sólo juraban ayudarse y defenderse mutuamente. 
Hoy en día, debe mirarse como un gesto de la antigua adopción militar la costumbre que hay entre los soldados de una misma compañía de llamarse camaradas.